# Марсашлокк
Марсашло́кк (мальт. Marsaxlokk, /mɑrsɑʃˈlɔk/) — риболовецьке село на Мальті, у Південно-східному регіоні (мальт. Reġjun Xlokk) країни. Населення станом на березень 2014 року становить 3 534 особи. Назва села складається зі слова marsa, що в перекладі означає «порт», та xlokk, яке є місцевою назвою для південного сходу. Це слово пов'язане з ім'ям сухого вітру сироко, який дме із Сахари. Це традиційне риболовецьке селище відоме завдяки ринку Марсашлокк, який являє собою великий ярмарок і відбувається кожної неділі по всьому селу, а також завдяки туристичним ярмаркам, які проходять увесь тиждень. Місцеві жителі відомі як Xlukkajri та з давніх часів є рибалками.

## Історія
У Південно-східній бухті («Golfo dello Scirocco») у IX столітті до н. е. на острів Мальта висадилися перші фінікійці, які встановили тут торговельні пункти. Під час Великої облоги Мальти гавань Марсашлокк була використана османським флотом як якірна стоянка.
На північній руці бути Марсашлокк розташувався пагорб Тас-Сілдж, на якому розташовуються залишки мегалітичних храмів, які датуються Таршіенським періодом давньої історії Мальти, з пізнішими перебудовами за моделлю Хаджар-Кім. Також були знайдені розкидані по навколишній території предмети бронзової доби. З кінця VI століття до н. е. до I століття пагорб використовувався для релігійних цілей, особливо як святилище, присвячене Астарті або Гері. Були знайдені кілька присвят обидвом богиням або одній із них, як під фінікійським, так і під грецьким ім'ям. Тас-Сілдж знову використовувався як храм у IV столітті, коли його було перебудовано християнами та засновано візантійський монастир.
Тут розташовується найновіша електростанція Мальти Делімара, відкрита 1992 року. Розвантаження нафтопродуктів відбувається в основному на розвантажувальній станції Енемальта в Бірзеббуджі. Крім того, ще існує нафтобаза компанії Oil Tanking (Malta) Ltd., яка має розвантажувальні та завантажувальні станції вздовж хвилерізного пірса та має зберігаючі, змішуючі та бункеруючі потужності.
В минулому, велика частина населення Марсашлокка повний робочий день працювали рибалками.

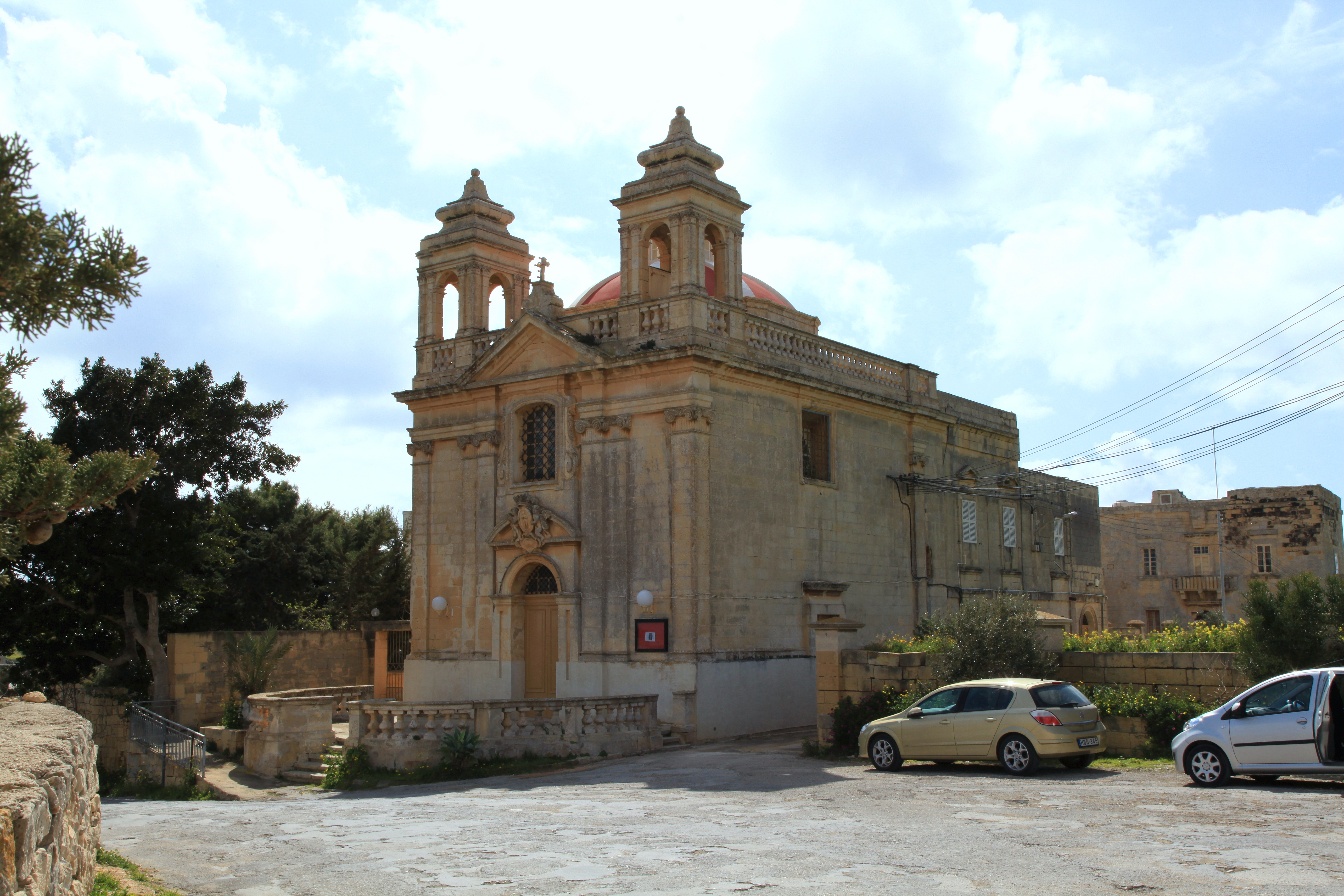
Церква Діви Марії Сніжної
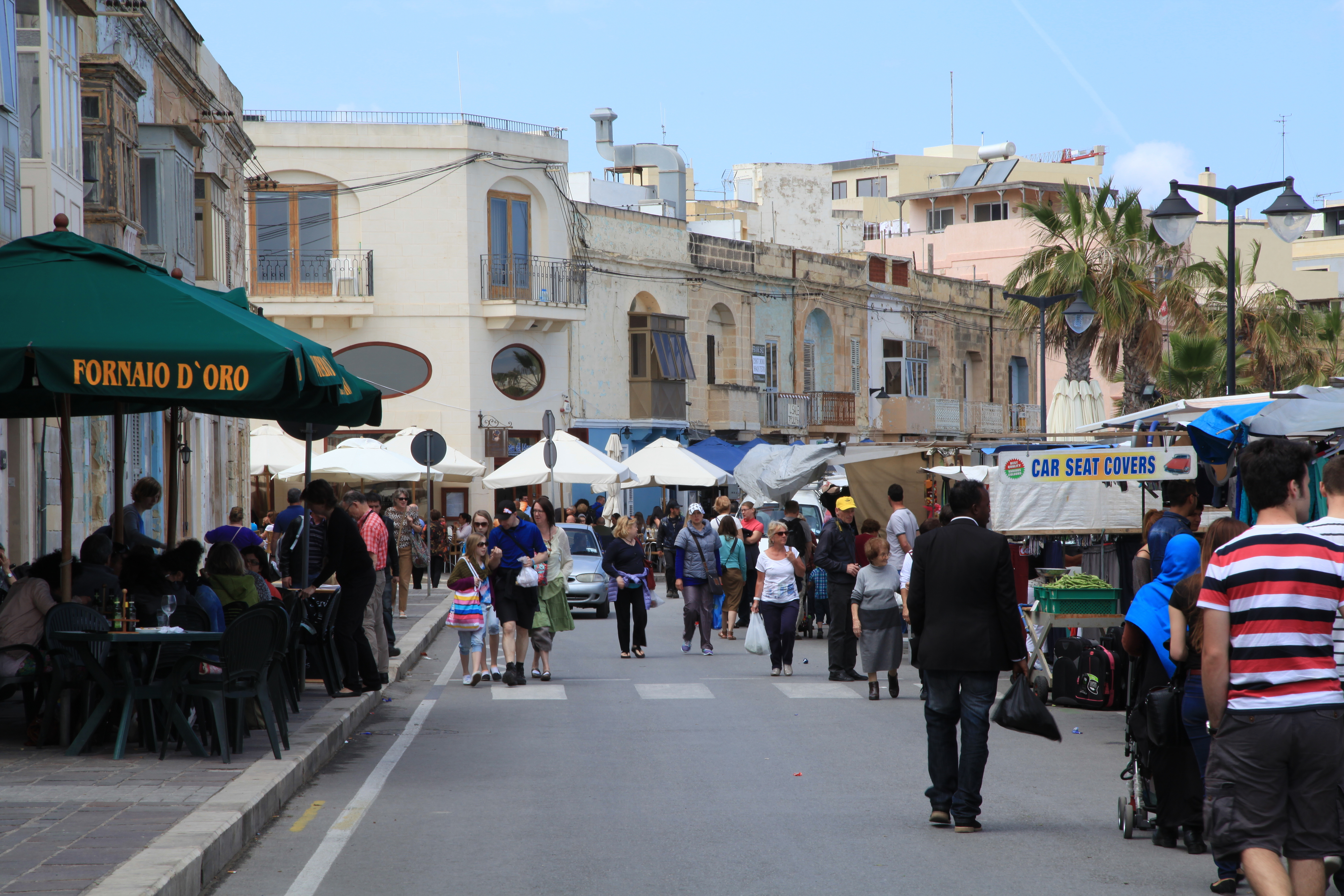
Під час недільного ярмарку
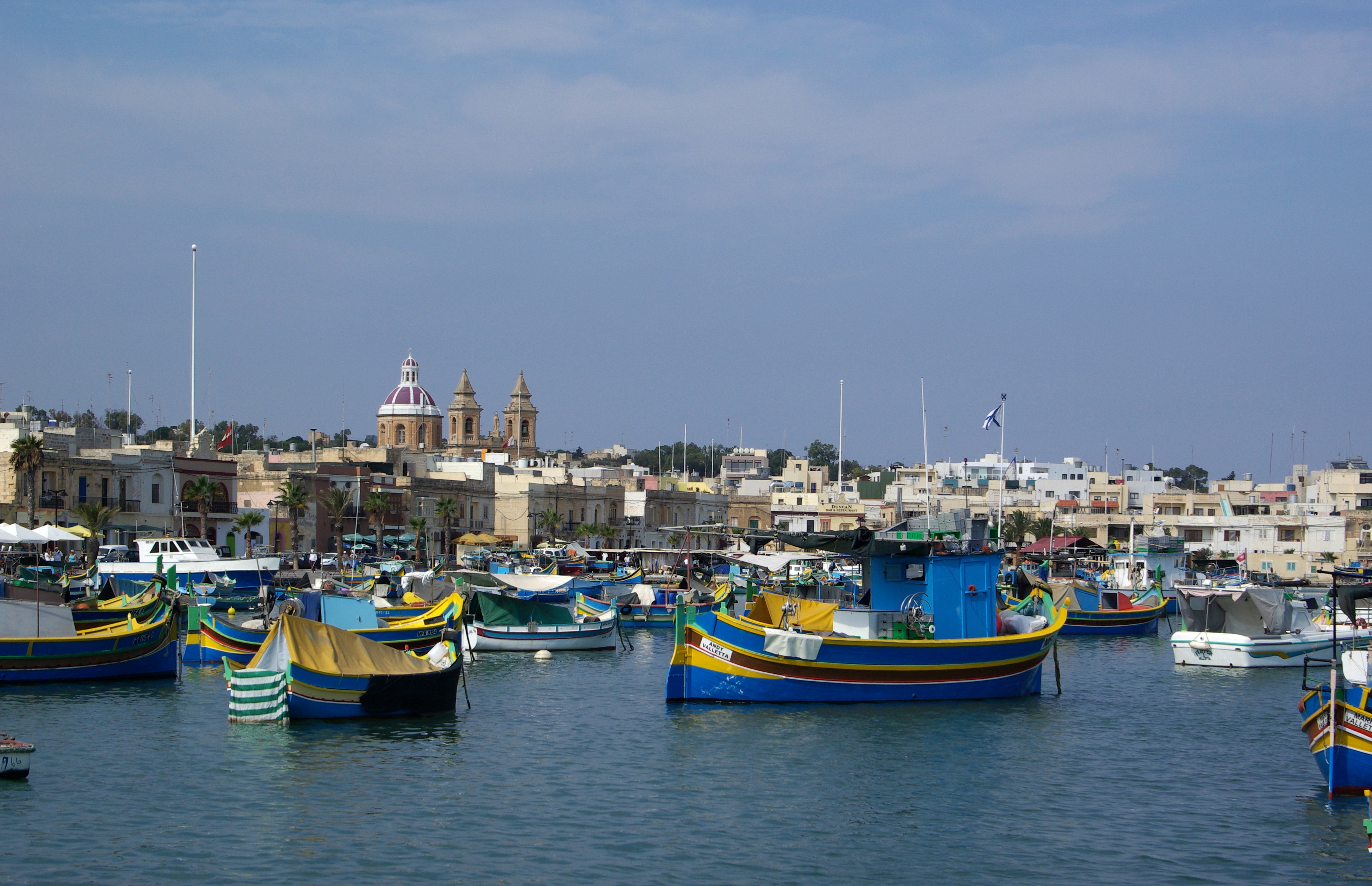
Гавань Марсашлокк
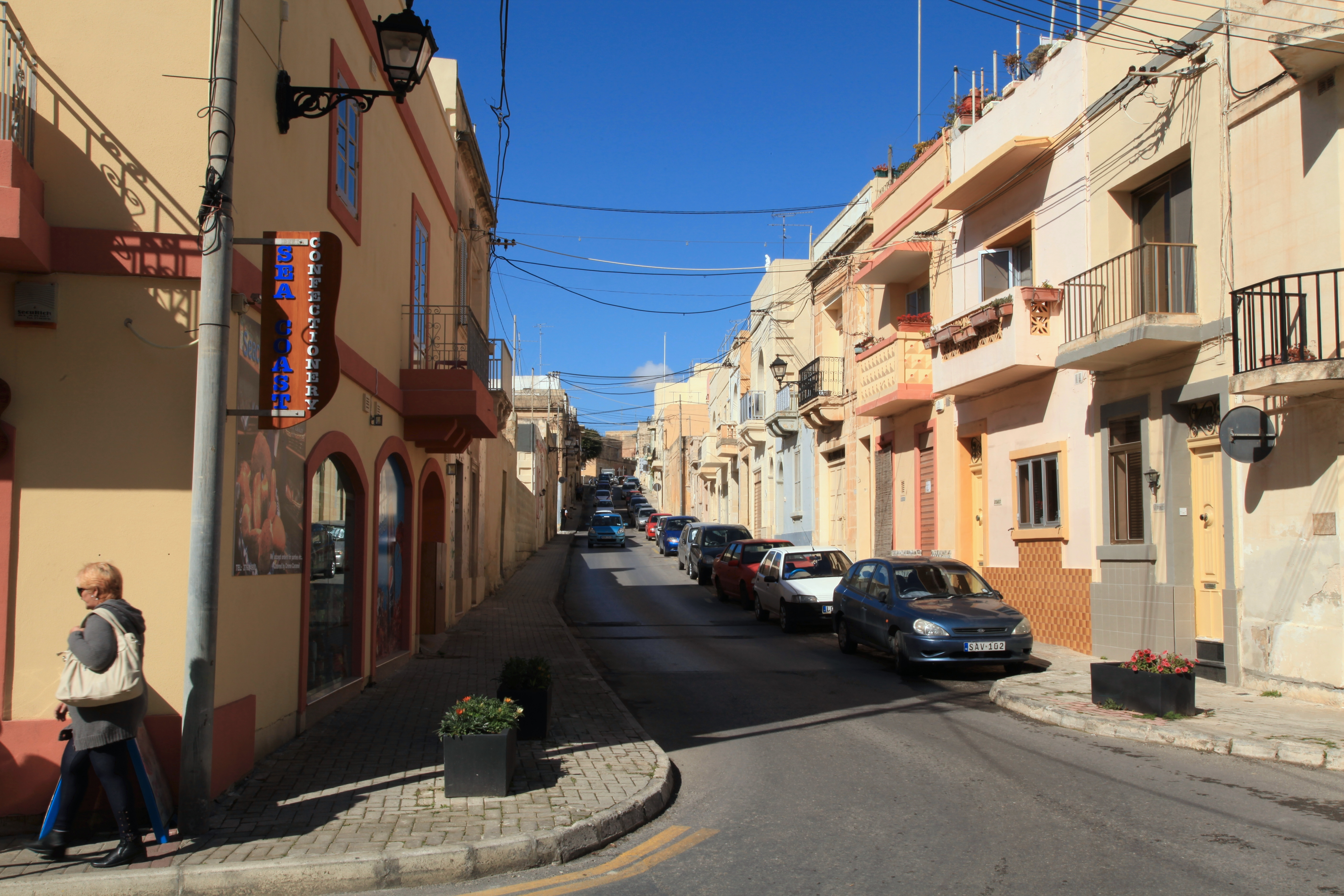
Вулиця в Марсашлокку
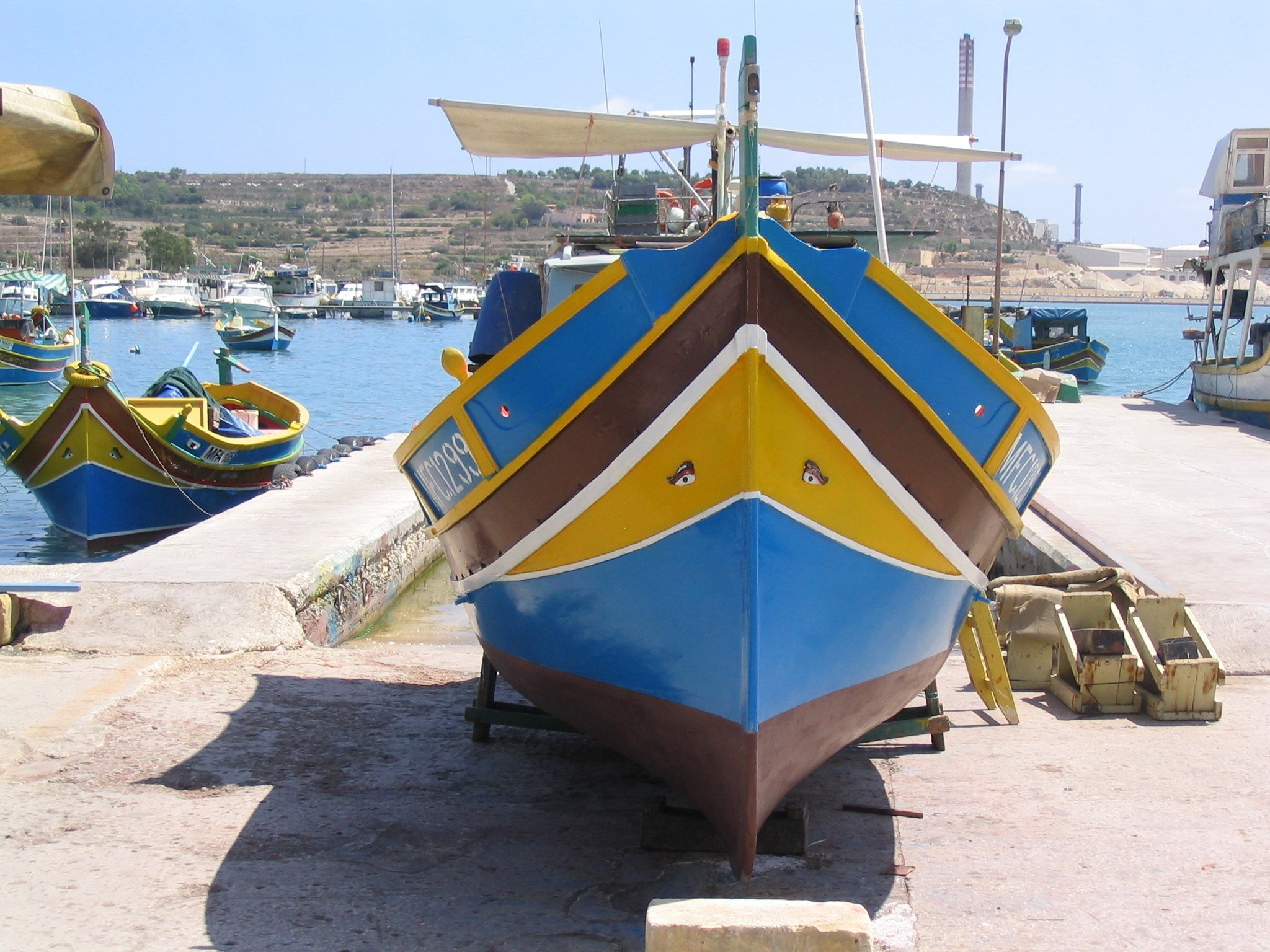
Луццу, традиційний рибальський човен із намальованими очима, у Марсашлокку

## Архітектура

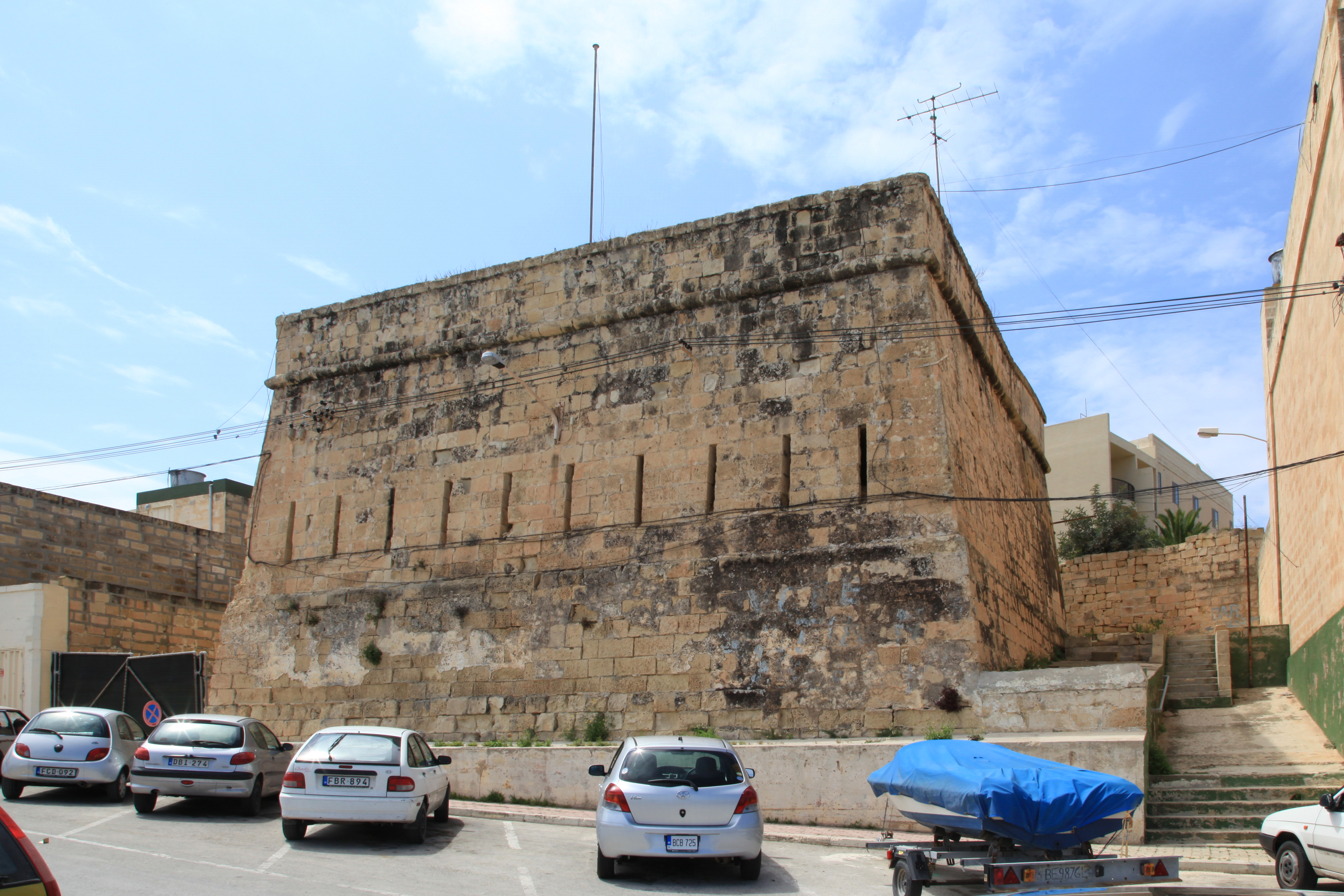
Вандомська вежа-редут

В Марсашлокку розташовується єдина збережена на Мальті башта-редут Вандомська вежа, раніше існував редут дель Фанго.
Навколо бухти Марсашлокк в різкі періоди було споруджено мережу фортифікацій для її оборони від нападів. Першою між 1610 та 1611 роками була споруджена вежа Форту Святого Лукіана. Після неї на території Марсашлокка у 1659 році збудували дві башти де Редіна: Шробб і-Аджін та Делімара. Між 1792 та 1795 роками вежа Святого Лукіана була розширена, ставши повноцінним фортом. У 1870-х та 1880-х роках він був значно реконструйований англійцями, крім того, ще ними були зведені форт Делімара, форт Тас-Сілдж та форт Беніса (на території Бірзеббуджі), які склали кільце вікторіанських фортець для захисту бухти Марсашлокк.

## Важливість риболовлі
Більшість рибопродуктів Мальти виловлюється рибалками з цього порту. Риба-меч, тунець та популярні «лампукі» рясно ловляться з весни і до пізньої осені. В будні вилов відвозиться на рибний базар у Валлетті, але в неділю риба продається риболовами на відкритому повітрі на причалі.
У Марсашлокку працюють рибні ресторани, крім того, потік туристів сюди зумовив появу вуличних торгівців та продавців сувенірів, які стали першими, хто зробив внесок у розвиток місцевої туристичної індустрії.

## Розташування
Муніципалітет Марсашлокк межує із муніципалітетами Бірзеббуджа, Ашак, Марсаскала та Зейтун.
Марсашлокк розташовується в 40 хвилинах поїздки від Валлетти на автобусах маршрутів № 81 та № 85. До села веде довга пряма дорога з виноградниками по обидвох узбіччях, або вздовж узбережжя з Бірзеббуджі якщо їхати № 85. Бухта міститься на південно-східному кінці острова Мальта, її особливістю є велика кількість традиційних різнокольорових рибальських човнів, які мають назву луццу. Очі, які малюються на луззу, за повір'ям, захищають їх від небезпеки. Туристи відвідують селище для того, щоб зробити фото на фоні бухти з різнокольоровими рибальськими човнами, через велику кількість ресторанів з морепродуктами, а також дуже жвавий недільний ярмарок, де продаються різноманітні товари, починаючи від риби, фруктів, овочів, делікатесів і бакалії, до сувенірів, одягу та взуття. Іншим туристичним о'єктом є басейн Святого Павла, який містить чисту та глибоку воду та розташовується під електростанцією Делімара. Щоправда, його не рекомендується відвідувати в періоди, коли вітер дме зі сходу чи півдня, оскільки вода може ставати мутною та неспокійною.

## Спорт
Футбольний клуб «Марсашлокк» є головною командою села і виступає в мальтійському третьому за силою дивізіоні, Другій лізі, але став чемпіоном Мальти в 2007 році. Він проводить свої ігри на Національному стадіоні Та'Калі.